# Suède aux Jeux olympiques d'été de 1984
La Suède participe aux Jeux olympiques d'été de 1984 à Los Angeles aux États-Unis. 174 athlètes suédois, 131 hommes et 43 femmes, ont participé à 138 compétitions dans 19 sports. Ils y ont obtenu dix-neuf médailles : deux d'or, onze d'argent et six de bronze.

## Médailles
| Médaille | Discipline         | Épreuve                                | Athlète                                                                               | Performance | Date |
| -------- | ------------------ | -------------------------------------- | ------------------------------------------------------------------------------------- | ----------- | ---- |
| Or       | Canoë-kayak        | 500 mètres kayak monoplace femmes      | Agneta Andersson                                                                      |             |      |
| Or       | Canoë-kayak        | 500 mètres kayak biplace femmes        | Agneta Andersson, Anna Olsson                                                         |             |      |
| Argent   | Canoë-kayak        | 500 mètres kayak monoplace hommes      | Lars-Erik Moberg                                                                      |             |      |
| Argent   | Canoë-kayak        | 500 mètres kayak biplace hommes        | Per-Inge Bengtsson, Lars-Erik Moberg                                                  |             |      |
| Argent   | Canoë-kayak        | 500 mètres kayak quatre places femmes  | Agneta Andersson Anna Olsson Eva Karlsson Susanne Wiberg-Gunnarsson                   |             |      |
| Argent   | Canoë-kayak        | 1000 mètres kayak quatre places hommes | Per-Inge Bengtsson Tommy Karls Lars-Erik Moberg Thomas Ohlsson                        |             |      |
| Argent   | Athlétisme         | 50 km marche hommes                    | Bo Gustafsson                                                                         |             |      |
| Argent   | Athlétisme         | Saut en hauteur hommes                 | Patrik Sjöberg                                                                        |             |      |
| Argent   | Pentathlon moderne | Individuel                             | Svante Rasmuson                                                                       |             |      |
| Argent   | Lutte              | Poids plume, 57-62 kg                  | Kent-Olle Johansson                                                                   |             |      |
| Argent   | Lutte              | Poids mi-moyens, 68-74 kg              | Roger Tallroth                                                                        |             |      |
| Argent   | Escrime            | Epée individuelle hommes               | Björne Väggö                                                                          |             |      |
| Argent   | Tir                | Pistolet à 50 m hommes                 | Ragnar Skanåker                                                                       |             |      |
| Bronze   | Athlétisme         | Lancer de javelot hommes               | Kenth Eldebrink                                                                       |             |      |
| Bronze   | Équitation         | Dressage par équipe                    | Ulla Håkansson sur Flamingo Louise Nathhorst sur Inferno Ingamay Bylund sur Aleks     |             |      |
| Bronze   | Natation           | 100 mètres nage libre hommes           | Per Johansson                                                                         |             |      |
| Bronze   | Natation           | 4 × 100 m nage libre                   | Thomas Lejdström Bengt Baron Mikael Örn Per Johansson Rikard Milton Michael Söderlund |             |      |
| Bronze   | Lutte              | Poids mi-lourds, 82-90 kg              | Frank Andersson                                                                       |             |      |
| Bronze   | Lutte              | Poids moyens, 74-82 kg                 | Sören Claeson                                                                         |             |      |